# オロナミンCドリンク
オロナミンCドリンク（オロナミンシードリンク）は、大塚製薬が販売しているビタミンCをはじめとする各種ビタミンが入った炭酸栄養ドリンクである。製造は大塚化学で、実際の製品は大塚食品の大塚食品徳島工場・大塚食品釧路工場、大塚製薬鳴門工場で製造されている。
単にオロナミンC、オロナミンと呼ばれる。商品名は、大塚製薬の皮膚薬「オロナイン軟膏」の「オロナ」とビタミンCの「ミンC」を合わせたものである。

## 歴史

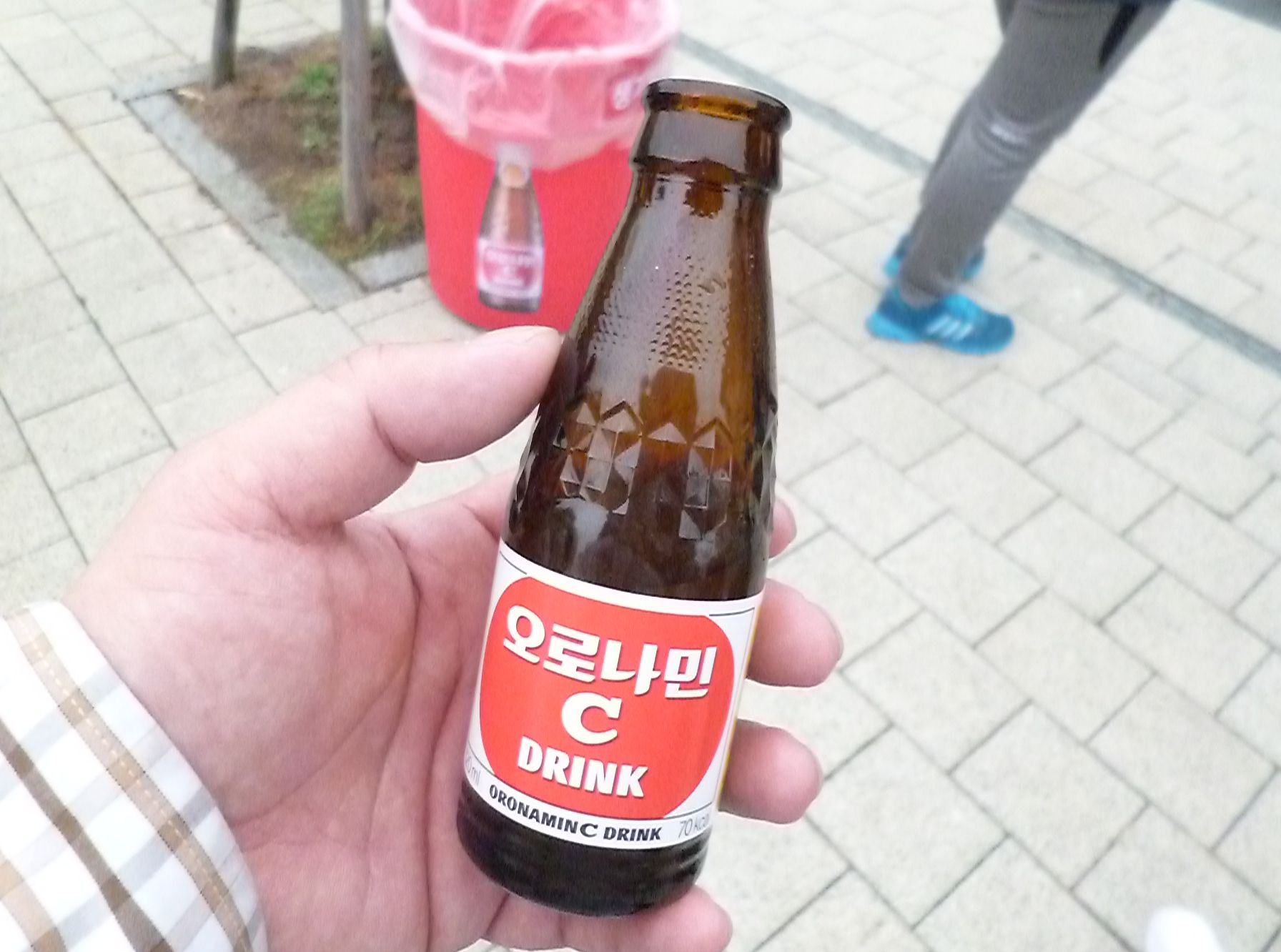
韓国向けパッケージ

1965年2月に、大正製薬のリポビタンDに対抗する形で販売が開始された。ガラス製の瓶入りで当時は王冠型のキャップが使用され、内容量は120ミリリットルで基準価格は120円であった。イソロイシンなどの必須アミノ酸、ビタミンB2、ビタミンB6、およびビタミンCを含む。ビタミンB2が含まれていることから紫外線を吸収し、可視光線としてはき出すためブラックライトに当てると光る。スーパーマーケットやコンビニエンスストアなどの店頭、および大塚製薬の自動販売機で販売されている。日本での累計販売本数は1985年に100億本、1995年に200億本、2011年5月に300億本となっている。
発売当初に、炭酸を含んでいるという理由により、当時の厚生省に医薬品としては認められないと判断された。法律の定めにより、本商品は健康の保持や増進に関わる効能や効果を表示したり、広告することはできない。その代わりに当時医薬品扱いだったリポビタンDと異なり、清涼飲料水という扱いになっていることから、発売時から薬品店以外での販売が可能となった点は、オロナミンCが普及する要因の一つとなった。また、2019年10月からの消費増税と同時に導入された軽減税率制度でも飲食料品の扱いとなり、同制度が適用されている。
発売当初、CMキャラクターに大村崑を起用したモノクロのテレビCMが製作された。
1971年に王冠式のキャップから「スクリューキャップ」になったが、1985年に毒物が混入される事件（パラコート連続毒殺事件）が各地で起きたのを受け、1986年、「マキシキャップ」に変更された。少年の薬物汚染撲滅に取り組む「夜回り先生」こと水谷修の著書によれば、空き瓶の中にシンナーを入れる人がいたため現在の方式に変わったという。
1985年には代理店を通じて中東6か国（アラブ首長国連邦・クウェート・バーレーン・オマーン・サウジアラビア・カタール）で発売を開始した。
2000年には姉妹品の「オロナミンC ロイヤルポリス」が発売された。これはローヤルゼリーとプロポリスの抽出物、ハチミツを成分に含む。
2015年2月2日に韓国での製造・発売が開始された（韓国語表記：오로나민C）。製造はポカリスエット同様にグループ会社の 東亜大塚が担当している。
2015年5月20日に香港での販売が開始された（中国語表記：奧樂蜜C飲品）。製造は日本で行い、現地グループ会社の「香港大塚製薬」が販売を担当している。
2018年6月1日にインドネシアでの製造・販売が開始された（現地販売名：ORONAMIN C DRINK）。販売開始にあたってはジャカルタにある現地グループ会社の「アメルタインダ大塚」に同製品のハラル対応の製造ラインを新設した。

## 利用
同じ大塚製薬から販売されているポカリスエットと本飲料を混ぜた、通称「オロポ」と呼ばれる飲料がスーパー銭湯や健康ランドで提供されている。主にサウナ利用の前後や、運動の前後に飲まれている。

## 宣伝・広告

### キャッチコピー
キャッチコピーは長年、「元気ハツラツ！」である。2002年からは「元気ハツラツぅ？」となっていたが、2011年からは再び「元気ハツラツ！」に戻している。

### テレビCM
初代テレビCM出演者は大村崑。「うれしいとねぇ、めがねが落ちるんですよ！」というセリフが使われた。1970年の日本万国博覧会開催時には、上空で気球に乗った大村が「オロナミンCを飲んで万国博へ行こう！」と言うCMがあり、万博会場にある180店の全売店の内105店で販売した。大村は発売当初から約10年間CMに出演した。昭和40年代にはテレビCMのほか、大塚グループの他の製品と同様、ホーロー看板を各地に設置する広告手法も併用された。ホーロー看板には大村とキャッチコピーが載せられているが、それらに加えて大塚製薬がスポンサーとなっていた番組である『黄金バット』『巨人の星』『天才バカボン』（いずれもよみうりテレビ制作）や『アタックNo.1』『ミラーマン』（いずれもフジテレビ制作）のキャラクターが左端下に載せられている物もある。大村を起用したホーロー看板は映画やテレビ番組で使用されることがある。
1976年から2001年まで、前述『巨人の星』の協賛への縁から、プロ野球の読売ジャイアンツ（巨人）の選手を起用した。CMの最後には「オロナミンCは小さな巨人です！」というフレーズが用いられた。1983年ごろまでは大村が叫んでいたが、それ以降は巨人軍の選手が叫ぶようになった。また「CパワーがGパワーになる」というキャッチフレーズも使われた。姉妹品『オロナミンC ロイヤルポリス』のCMでは、当時読売ジャイアンツに在籍していた松井秀喜が出演した。読売ジャイアンツの本拠地東京ドームの観客席の後ろに設置されている看板は、ホームランの打球を当てれば賞金100万円がもらえる「東京ドーム・ビッグボードスポンサー賞」の対象となっている。日本テレビ系の『全日本プロレス中継』のスポンサーであった時代には、同じ系列会社のボンカレーとともにリング下や会場の壁に垂れ幕が掛かっていた。女子プロレス団体のJWP女子プロレスでも一時期スポンサーとなり、会場で垂れ幕を掛けていた。
1991年に放送されたCMで使用された真木ひでと歌唱のCMソング「元気の星」が小中高生を中心にスマッシュヒット。
読売ジャイアンツのバージョンとは別に、加山雄三やサザンオールスターズが出演した別のバージョンのCMも放映されていた。サザンオールスターズのバージョンのキャッチコピーは「明るくケジメるオロナミンC」だった。1993年後半から1994年前半にかけては木村拓哉がCMに出演し（この間、読売ジャイアンツの選手が出演するテレビCMは中断していたが雑誌媒体の広告などには出ていた）、1994年 - 1995年には木村の所属するSMAPの歌う曲がCMに使用された（「オリジナル スマイル」「しようよ」「がんばりましょう」）。1999年前半からの約半年間はCMソングとしてポケットビスケッツの「マーガレット」が使用されていた。
読売ジャイアンツ=オロナミンCのイメージが浸透し過ぎた影響は良いことばかりではなく、読売ジャイアンツを激しく嫌っている人々の多い関西地方では、「敵の飲み物」と不買運動に近い風潮があり、売り上げは極端に低かった。関西だけでなく、セントラルリーグのライバルチームの本拠地に近い東海地方や中国地方でも人気、売り上げは低かった。ただし、2002年に読売ジャイアンツの選手を起用したキャンペーンが終了してからは、読売ジャイアンツ以外のプロ野球選手をCMに起用したり、阪神タイガースの勝利投手賞の賞品として提供されるなど変化も見られる。
2002年3月1日からは、読売ジャイアンツの選手に代わり、「21世紀の裕次郎を探せ！」キャンペーンの協賛企画として、グランプリの徳重聡など石原プロモーションの俳優らがCMに出演した。
2004年以降のCMでは女優の上戸彩が主演者として起用され、スポーツ選手や芸能人と共演している。CMでは上戸と共演者のやりとりが行われる。共演者の応答は、初期は「OF COURSE!」だったが、後に「すっげぇハツラツ！」に変更されている。2005年度のCMは「もしも私が○○だったら」というテーマで、上戸が俳優・タレント以外の仕事をしたらどうなるかという設定で放送され、大統領、校長、スポーツ新聞記者の職種をモチーフにした寸劇風のCMを放映した。2010年度のCMは「お仕事ハツラツぅ？」というテーマで、架空の会社を舞台に上戸と吉本興業に所属する芸能人が共演している。
CMにおいて上戸彩と共演した主な人物は下記の通り。肩書は出演当時のものである（「お仕事ハツラツぅ？」シリーズはCMでの役柄）。
- 新庄剛志（プロ野球選手・北海道日本ハムファイターズ：あの人に会いたい編。読売ジャイアンツ以外のプロ野球選手で初の起用）
- ペ・ヨンジュン（韓国の俳優：あの人に会いたい編）
- 滝沢秀明（俳優・タレント：あの人に会いたい編。なお2005年NHK大河ドラマ『義経』でも共演し、滝沢はCMでも義経役であった）
- ボビー・オロゴン（タレント・格闘家：大統領編。セコンド役としてアドゴニー・ロロも友情出演）
- 亀梨和也・赤西仁（KAT-TUN：校長編）
- 中村俊輔（サッカー選手・セルティック：スポーツ新聞記者編）
- ミシェル・ウィー（プロゴルファー：ロングパットのコツ？！編）
- 楳図かずお（漫画家：楳図先生の驚き編）
- 錦戸亮・大倉忠義（関ジャニ∞：関ジャニ入らへん？編）
- 白鵬翔（大相撲大関：つっぱり指南編）
- 髙橋大輔（フィギュアスケート選手：外回り？編）
- 室伏広治（ハンマー投選手：特別教師編）
- ジャッキー・チェン（香港の俳優：映画監督編）
- 田中将大（プロ野球選手・東北楽天ゴールデンイーグルス：牽制球編。なお収録は宮城球場ではなく、北海道日本ハムファイターズの本拠地である札幌ドームで行った）
- 上田桃子（プロゴルファー：勝利インタビュー編）
- 青山テルマ（歌手：新曲のプロモ？？？編）
- 小椋久美子、潮田玲子（三洋電機バドミントン選手：打ち込むオグシオ編。なお当時は既にダブルスでは組んでいなかった）
- 東方神起（韓国の歌手：アカペラ神起編）
- 千原ジュニア（千原兄弟）（会社の上司役：出社ハツラツぅ？編）
- 河本準一（次長課長）（商談の相手先役：商談ハツラツぅ？編）
- 田村淳（ロンドンブーツ1号2号）（会社の同僚役：会議ハツラツぅ？編）

1991年、カプコンのアーケードゲームのブロックくずし「ブロックブロック」には、エリアクリア時にオロナミンCの広告が登場する。BGMはCMソングのアレンジである。
2004年からは、スポンサーとなったヒーロー番組『仮面ライダーシリーズ』とタイアップを行っている。同シリーズの『剣』などに主演している役者（椿隆之など）が、番組の放送時間内にのみ放送されるCMに出演している。なお2009年の『ディケイド』バージョンはディケイドのみの出演で、主演の井上正大は声のみの登場となった。また、同年のみ『フレッシュプリキュア!』も加わった。同年9月より放送開始された『仮面ライダーW』から2014年10月の『仮面ライダードライブ』までは大塚製薬の一時スポンサー降板によりこのタイアップが解消されていたが、2016年の『仮面ライダーゴースト』で再開されている。
2005年および2006年には、吉本興業所属の16組の若手お笑いタレントによる「元気ハツラツぅ？CMバトル」が行われた。
この企画は若手お笑いタレント達が自分達が考案し出演するCMを作り、トーナメント方式で争うというものである。
優勝すると、賞金8,202ペソ（約37万円）、また優勝者の出身地でのCM放映権を獲得できた。2007年には「キモチスイッチCMバトル」と名称が変更された。
2010年には大村崑に変身するコンテストが行われた。
2011年からは「元気の現場」をテーマにしたCMが放映され、嵐の櫻井翔がCMキャラクターに起用されている（謎解きはディナーのあとでが出演者枠）。
発売50周年を迎える2015年は、関ジャニ∞を新たなCMキャラクターに起用、メンバー全員が「元気ハツラツ隊」として登場する。「元気ハツラツ隊」は日本各地の様々な人々に“元気”を注入させ、日本中を前向きなエネルギーで明るく元気にしていくというもの。
2017年は「ハツラツタワーのある街」のタイトルで、ドラマ仕立てのCMを展開。出演者は永山絢斗、大杉漣、伊藤歩ほか。
2018年は「全力でど真ん中の元気ハツラツ！」をテーマにしたCMが放映され、清原果耶がCMキャラクターに起用されている。
2020年は、森七菜がCMキャラクターに起用されている。
2024年は「元気はわたしをでっかくする。」をテーマにしたCMが放映され、藤﨑ゆみあがCMキャラクターに起用されている。

### スポンサーシップ
- 徳島県鳴門総合運動公園野球場（オロナミンC球場）
- キングオブコント － 2010年まで「オロナミンC〜キングオブコント」（大会自体は翌年以降も継続）

## 「おいしいレシピ」
70年代初頭に放送されたCM「ホーム・パーティー編」には大村崑が家族と共に出演、本製品を材料に使った飲み物を紹介している。CMでは次男が牛乳で割った「オロナミン・ミルク」、長男は卵で割った「オロナミン・セーキ」を飲んでいる（これらは、公式ウェブサイトで「元気のレシピ」として紹介されている）。また父（大村）はウイスキー、その後輩役（古川ロック）はジンで割り、手軽なカクテルとして提案している。
これらは、2004年の冨永愛と泉谷しげるが出演したCMで再び紹介された。
なお、本製品のラベルに製品管理用のバーコードが導入される前まで、オロナミン・セーキなどのレシピが印刷されていた。